# Cometa rasant de Kreutz
Els cometes rasants de Kreutz són una família de cometes rasants, caracteritzats per unes òrbites extremadament properes al Sol al seu periheli. Es creu que són fragments d'un cometa més gran que es trencà fa segles. Reben el seu nom de l'astrònom alemany Heinrich Kreutz que fou el primer a demostrar que tots aquests cometes estaven relacionats.
Alguns membres de la família Kreutz s'han convertit en grans cometes, visibles inclús a la llum del dia. El més recent fou el Cometa Ikeya-Seki el 1965, que podria ser el cometa més brillant del passat mil·lenni. S'ha suggerit que un altre grup de cometes brillants del sistema de cometes de Kreutz podria arribar a les proximitats del sistema solar intern en poques dècades.
La sonda SOHO ha descobert centenars de petits membres d'aquesta família, alguns d'ells de tan sols un quants metres de diàmetre. Cap d'aquests petits cometes sobreviu al seu passatge. Molts d'aquests petits cometes han estat descoberts per astrònoms aficionats observant les fotografies en temps real de la sonda via internet.

## Descobriment

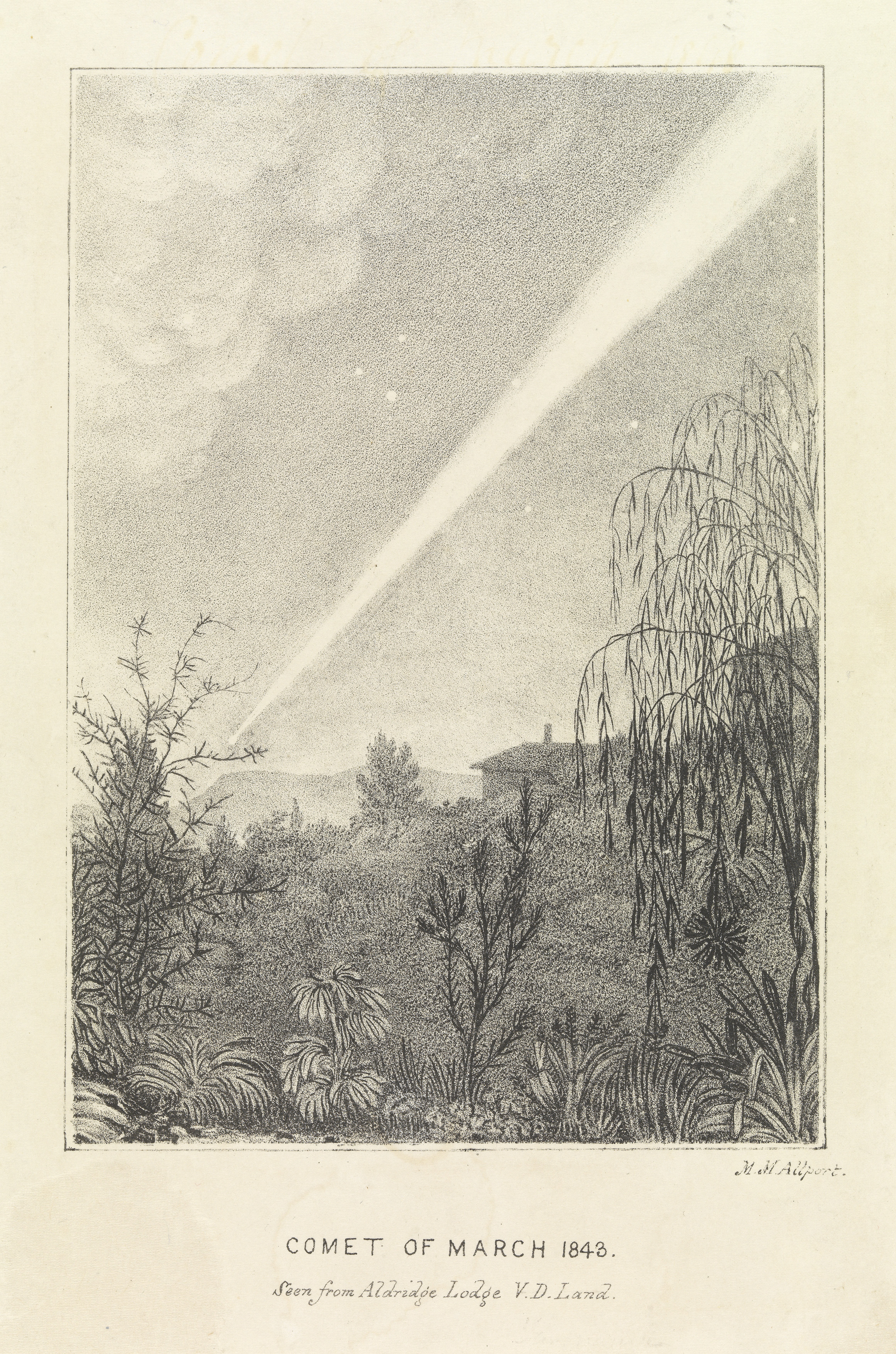
Pintura del cometa rasant de 1843 vist a Tasmània

El primer cometa documentat que ha tingut una òrbita extremadament propera al sol fou el Gran cometa de 1680. Aquest cometa passà a 200,000 km (0.0013 AU) per sobre de la superfície solar, l'equivalent a la meitat de la distància entre la Terra i la Lluna.
Els astrònoms de l'època, incloent-hi Edmond Halley, especularen si era el retorn del cometa brillant proper al sol vist el 1106. 163 anys després, elGran cometa de 1843 aparegué i també passà molt proper al sol. A pesar que els càlculs orbitals mostraven que tenia un període d'alguns segles, alguns astrònoms encara pensaren que era el retorn del cometa de 1680. El 1880 es veié un cometa brillant viatjant a quasi idèntica òrbita que el de 1843, fou el Gran cometa de 1882. Alguns astrònoms suggeriren que potser tots ells eren un mateix cometa, que per alguna raó havia escurçat el seu període orbital dràsticament a cada passatge, potser a causa de materials densos que envoltarien el sol.
Una altra possibilitat considerada fou que tots eren fragments d'un primer cometa rasant. Aquesta idea es proposà inicialment el 1880, i la seva plausabilitat fou àmpliament demostrada quan el gran cometa de 1882 es trencà en diversos fragments després del seu primer passatge. El 1888, Heinrich Kreutz publicà que els cometes de 1843—C/1843 D1 (Gran cometa de març), 1880—C/1880 C1 (Gran cometa del sud) i el de 1882—C/1882 R1 (Gran cometa de setembre) eren probablement fragments d'un cometa gegant trencat alguns passatges abans. Es comprovà que el cometa de 1680 no estava relacionat amb aquesta família de cometes.
Posteriorment es veié un altre cometa de Kreutz el 1887 (C/1887 B1, el Gran cometa del sud de 1887), el següent en aparèixer fou el de 1945. Dos cometes aparegueren als 60, el Cometa Pereyra el 1963 i el Cometa Ikeya-Seki, que fou molt brillants el 1965, i que es trencà en tres parts després del seu periheli. L'aparició de dos cometes rasants de Kreutz Sungrazers en poc temps inspirà l'estudi de la dinàmica del grup de cometes.

## Membres notables
Els membres més brillants dels cometes rasants de Kreutz han estat visibles a la llum del dia. Els tres més espectaculars foren el Gran cometa de 1843, el Gran cometa de 1882 i el Cometa Ikeya-Seki. Un altre notable fou el cometa de l'eclipsi de 1882.

### Gran cometa de 1843
El gran cometa de 1843 fou vist a principis de febrer del mateix any, unes tres setmanes abans del seu periheli. El 27 de febrer era ja fàcilment visible a plena llum del dia, i els observadors describiren una cua de 2–3° de llarg abans de perdre's en la claror de cel. Després del seu passatge, reaparegué al cel diurn, i desenvolupà una cua extremadament llarga. S'estenia uns 45° al cel l'11 de març i tingué més de 2° d'ample; es calculà que la cua podria tenir 300 milions de quilòmetres (2 AU). Tingué el rècord de la cua més llarga fins al 2000, quan la cua del Cometa Hyakutake mesuà 550 milions de quilòmetres. (La distància entre la terra i el sol és de—1 AU— 150 milions de quilòmetres.)
El cometa fou espectacular a principis de març, abans d'afeblir-se fins a quasi la invisibilitat a ull nu a principis d'abril. Es veié per darrera vegada el 20 d'abril. Aquest cometa impressionà la gent, i alguns cregueren que el dia del judici final s'apropava.

### El cometa de l'eclipsi de 1882
Un grup d'observadors s'aplegaren a Egipte per veure un eclipsi solar al maig de 1882 i quedaren gratament sorpresos quan observaren un punt brillant prop del sol quan començà la fase total de l'eclipse. L'eclipse coincidí amb el passatge pel periheli d'un cometa de Kreutz. Si no hagués estat per l'eclipsi, no s'hagués pogut veure el cometa. Les fotografies de l'eclipsi revelaren que el cometa s'havia mogut durant el minut i 50 segons de l'eclipsi, com era d'esperar per a un cometa que viatjava a quasi 500 km/s. El cometa també se'l coneix coma Tewfik, per Tewfik Pasha, el Khedive d'Egipte a l'època.

### El gran cometa de 1882

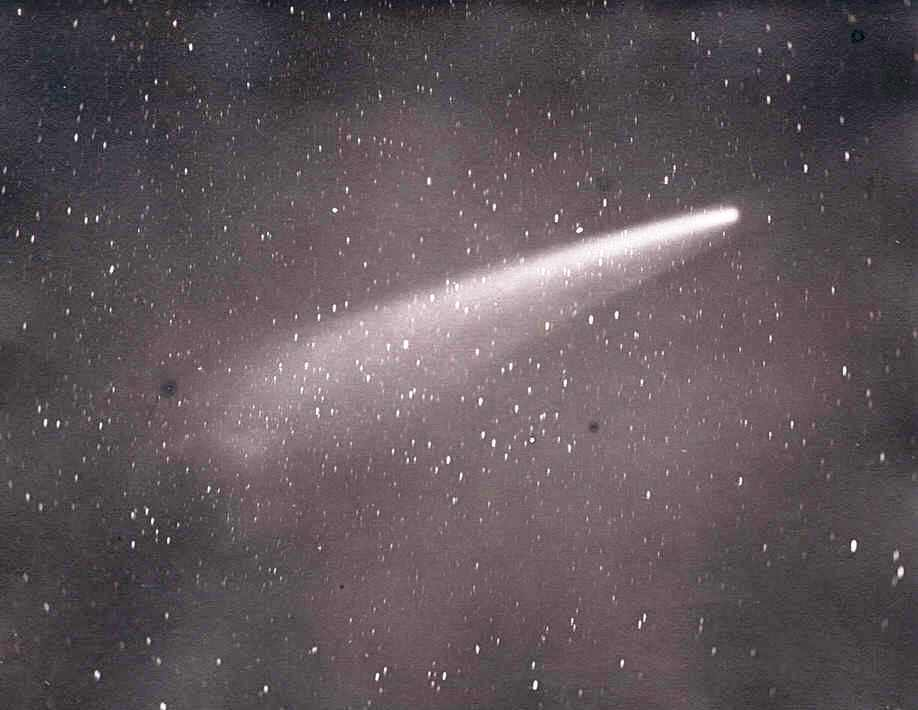
Fotografia del gran cometa de 1882, vist des de Sud-àfrica.

El Gran cometa de 1882 fou descobert independentment per molts observadors, ja que fou fàcilment visible a ull un quan aparegué a principi de setembre de 1882, just uns pocs dies abans del seu periheli. Creixé en lluentor ràpidament i fou visible a la llum del dia durant dos dies (16–17 de setembre), inclús a través de la llum dels núvols.
Després del seu passatge, el cometa es mantingué brillant durant algunes setmanes. Durant octubre, es veié com el seu nucli es fragmentava en dos i posteriorment en quatre trossos. Alguns observadors veieren punts de llum difusa alguns graus del nucli. La raó de separació dels fragments del nucli fou tal que retornaran amb un segle de separació, entre els 670 i els 960 anys.

### Cometa Ikeya-Seki
El Cometa Ikeya-Seki és el cometa rasant de Kreutz més recent. Fou descobert independentment per dos astrònoms aficionats japonesos el 18 de setembre de 1965, amb 15 minuts de diferència, i ràpidament es reconegueren com a cometes de kreutz Brillaren ràpidament les quatres setmanes següents quan s'apropaven al sol, i arribaren a la magnitud aparent 2 el 15 d'octubre. El seu passatge al periheli fou el 21 d'octubre, i es pogué veure a la llum del dia. Unes poques hores després del seu passatge al periheli el 21 d'octubre tingué una magnitud visible de −10 a −11, comparablea la un quart de la Lluna i més brillant que qualsevol altre cometa vist des de 1106. Un dia després del seu periheli la seva magnitud decreixé fins a −4.
Astrònoms japonesos mitjançant coronografies veieren que el cometa es trencava en tres peces 30 minuts abans del periheli. Quan el cometa reaparegué en el cel matinal de principis de novembre, es detectaren dos d'aquests nuclis i l'altre se suspità. El cometa desenvolupà una gran cua, sobre els 25° de llarg, abans d'esvair-se durant el novembre. Es detectà per darrera vegada el gener de 1966.